# NGC 5889
NGC 5889 is een balkspiraalstelsel in het sterrenbeeld Ossenhoeder. Het hemelobject werd op 25 april 1851 ontdekt door de Ierse astronoom William Parsons.

## Synoniemen
- PGC 54317